# アレクセイ・トルストイ (小惑星)
アレクセイ・トルストイ (3771 Alexejtolstoj) は小惑星帯にある小惑星。リュドミーラ・ジュラヴリョーワがクリミア天体物理天文台で発見した。
ロシア人の小説家、アレクセイ・ニコラエヴィッチ・トルストイに因んで名付けられた。